# Paolo Lucio Anafesto

Paoluccio eller Paolo Lucio Anafesto (latin: Anafestus Paulucius eller Paulicius) var angiveligt den første  doge i Venedig. Han var adelsmand fra Eraclea, som dengang var den primære by i regionen, og blev valgt i 697 som leder af hele laguneområdet som omkransede Venedig, både for at få afsluttet konflikterne mellem de forskellige tribuner, som indtil da havde regeret de forskellige områder, og for at koordinere forsvaret mod langobarderne og slaverne, som trængte sig ind på bosættelserne. Hans eksistens er imidlertid ikke bekræftet af nogen kilde før 1000-tallet, selv om han formentlig ikke var en ren legende.[kilde mangler]
Ifølge John Julius Norwich var Paolo Lucio Anafesto rent faktisk exark Paul.  Hertil kom, at Pauls magister militum havde samme fornavn som Paoluccios angivelige efterfølger, Marcellus Tegallianus, hvilket kaster tvivl på autentiteten af også denne doge.